# Султан-Алибек (уцмий)
Султан-Алибек (правление: середина XIV в.) — уцмий Кайтага. Прозвище — «Бек Киши-хан». Военно-политический деятель в истории Дагестана XIV века. Отец уцмия Амир-Чупана.

## Биография
Отец Султан-Алибека, уцмий Султан-Мухаммедхан, был женат на сестре кумухского шамхала и на сестре ширваншаха Кершасиба. От шамхальской жены у уцмия родился Султан-Алибек, а от ширванской — его сводный брат Ильча-Ахмед.
После смерти отца в уцмийском доме началась междоусобица. Ильча-Ахмеду удалось собрать единомышленников, но многие общины Кайтага оказали поддержку Султан-Алибеку. Произошло несколько столкновений, в одном из них Султан-Алибек был разбит, и Ильча-Ахмед вступил на уцмийский престол.
Султан-Алибек обратился к своему дяде — шамхалу Кумуха, который вмешался в конфликт, результатом чего стал разгром отрядов Ильча-Ахмеда, после чего он бежал в Ширван к своим родственникам.
Единомышленники Ильча-Ахмеда бежали также в Аварию, заключив с ними союз.
Уцмием был избран Султан-Алибек, так как он был по возрасту старше.
Ильча-Ахмед поселился в селе Салар-Арди. Ему также были подчинены сёла Якублу, Вардан, Согютлю, земли по реке Турианчай перешли в собственность или под управление Ильча-Ахмеда. Его старшего сына Мухаммед-бека утвердили править крепостью Ахир (Ихир). Ильча-Ахмед настаивал на том, чтобы получить на это согласие Султан-Алибека. Ильча-Ахмед отправил ему письмо с этой просьбой. Тот согласился, выставив условия: провести ремонт крепости, организовать водоснабжение, а также оказать всяческую помощь.

Недолго Султан-Алибек держал племянника у себя, потом оба прибыли в Ширван.
«Султан Гершасп с Ахмад-бахадуром заключили соглашение относительно следующих селений и крепостей (кала): Ахты, Докузпара, Мискинджи, Микрах (Мукрак), Кура, Мака, Хиналуг, Ругул, Фий (Фува), Мада (Маза) и крепость Ахири».
Южный Дагестан в это время находился под властью Кайтагского уцмийства, чем и была обусловлена необходимость согласовывать с кайтагским правителем передачу частей обширных территорий Южного Дагестана.
Правление Султан-Алибека было весьма продолжительным. Он продолжал править Кайтагом и сопредельными землями во время завоеваний его сына Амир-Чупана и даже распоряжался военными землями в бассейне Самура в 70—80-е годы XIV века.